# Erik Tidner
Nils Erik Tidner, född den 13 mars 1893 i Stockholm, död där den 9 september 1978, var en svensk språk- och skolman.
Tidner avlade filosofisk ämbetsexamen 1916 och filosofie licentiatexamen 1921. Han promoverades till filosofie doktor vid Uppsala universitet 1922. Tidner bedrev arkeologiska studier i Italien 1927, i Frankrike och Tyskland 1930 samt vid Thesaurus Linguae Latinae i München 1936 och vid Svenska institutet i Rom och i Aten 1953. Han var vikarierande adjunkt i Lund 1923–1924 och extra ordinarie lektor i Uddevalla 1924–1926, lektor i latin och grekiska i Karlstad 1926–1932, vid Högre allmänna läroverket för gossar å Norrmalm i Stockholm 1932–1944 och vid Högre allmänna läroverket å Östermalm i samma stad 1944–1958. Tidner var docent i latin vid Stockholms högskola 1932–1960 och lärare vid Folkuniversitetets kvällsgymnasium i Stockholm 1958–1967. Han var ledamot av Karlstads domkapitel 1926–1932, ordförande i Humanistiska förbundet i Karlstad 1927–1932 och i Stockholm 1950–1957. Bland Tidners skrifter märks De particulis copulativis apud Scriptores historiae Augustae (1922), Sprachlicher Kommentar zur lateinischen Didascalia apostolorum (1938), Latinsk språklära (1944, 6:e upplagan 1961) och Latinsk grammatik för nya gymnasiet (1966). Han författade fler läroböcker och publicerade språkvetenskapliga uppsatser i Eranos med mera. Tidner blev riddare av Nordstjärneorden 1942.